# Обыкновенные куньи акулы
Обыкновенные куньи акулы (лат. Mustelus) — один из родов семейства куньих акул (Triakidae). Название рода происходит от слова лат. mustela — «ласка». Максимальный зафиксированный размер составляет 159 см, а вес 13 кг.
Эти акулы (наряду с вислоносыми акулами) имеют необычную для кархаринообразных (и редкую среди акул вообще) форму зубов: они тупые, обычно не имеют зубчиков и покрывают челюсть сплошной «мостовой».

## Виды
- Mustelus albipinnis Castro-Aguirre, Antuna-Mendiola, González-Acosta & De La Cruz-Agüero, 2005
- Mustelus antarcticus Günther, 1870 — австралийская кунья акула
- Mustelus asterias Cloquet, 1821 — звёздчатая кунья акула
- Mustelus californicus  T. N. Gill, 1864 — калифорнийская кунья акула, или серая кунья акула
- Mustelus canis Mitchill, 1815 — американская кунья акула, или американская собачья акула
- Mustelus dorsalis T. N. Gill, 1864 — перуанская кунья акула
- Mustelus fasciatus Garman, 1913 — полосатая кунья акула
- Mustelus griseus Pietschmann, 1908
- Mustelus henlei T. N. Gill, 1863 — коричневая кунья акула
- Mustelus higmani S. Springer & R. H. Lowe, 1963
- Mustelus lenticulatus Phillipps, 1932 — новозеландская кунья акула
- Mustelus lunulatus D. S. Jordan & C. H. Gilbert, 1882
- Mustelus manazo Bleeker, 1854 — азиатская кунья акула, или японская кунья акула
- Mustelus mento Cope, 1877 — чилийская кунья акула
- Mustelus minicanis Heemstra, 1997
- Mustelus mosis Hemprich & Ehrenberg, 1899
- Mustelus mustelus Linnaeus, 1758 — европейская кунья акула, или обыкновенная акула-собака
- Mustelus norrisi S. Springer, 1939 — флоридская кунья акула
- Mustelus palumbes J. L. B. Smith, 1957 — капская кунья акула
- Mustelus punctulatus A. Risso, 1827 — средиземноморская кунья акула
- Mustelus ravidus W. T. White & Last, 2006
- Mustelus schmitti S. Springer, 1939
- Mustelus sinusmexicanus  Heemstra, 1997
- Mustelus stevensi W. T. White & Last, 2008
- Mustelus walkeri W. T. White & Last, 2008
- Mustelus whitneyi Chirichigno F., 1973
- Mustelus widodoi W. T. White & Last, 2006